# Ісаак Забаніус
Ісаак Забаніус (Кабан, Чабан, Чабані); словац. Izák Caban; 5 липня 1632, Бродзани, Словаччина — 18 березня 1707, Сібіу, Румунія) — словацький філософ, теолог і драматург, представник пряшівської школи.

## Життєпис
Народився в сім'ї євангельського пастора в Бродзанах Партизанського району. За іншою версією народився у словацькому місті Брезно.
Після навчання в Пр'євідзі, Шопроні та Віттенберзькому Університеті Мартіна Лютера (1655 здобув ступінь магістра) він був ректором Реформаційної школи в Брезно, де запровадив диспути як форму пізнання. На них обговорювали метафізику і теологію, а також критикували Арістотеля.
З 1661 працював у Пряшеві, де разом з Яном Баєром сприяв перетворенню міської школи на ліцей та розквіту навчального закладу. Ісаак Забаніус працював тут професором. Коли до Пряшева приїхали єзуїти, щоби проповідувати антиреформаційні ідеї, йому довелося піти з посади (1670).
Після короткого перебування в Тюбінгені поїхав до Сібіни (нині Сібіу, Румунія), де був призначений директором гімназії. Згодом став тут проповідником.
Син Ісаака — королівський суддя в Сібіу — був втягнутий у змову проти короля і через це страчений (1703).

## Філософські погляди
Забаніус є першим представником атомізму в Словаччині. У Existentia atomorum (Wittenberg, 1667), що містив 138 листків і був результатом незалежних досліджень, він наводить 24 аргументи у формі запитань та відповідей, щоб довести існування атомів. Опирається на вчення П'єра Гассенді та його вчителів Даніеля Сеннерта і Дж. Сперлінга.
Хоча дискусія Забаніуса багато в чому була зумовлена схоластикою, вона містила елементи сучасного мислення та сучасної фізики. Наприклад, він, як і Декарт, проголошував, що владу слід визнавати лише в тому випадку, якщо вона не суперечить інтелектуальним знанням світу. У своєму аргументі він посилається на експерименти, а саме демонстрацію вакууму Отто фон Ґеріке.
Хоча багато понять Арістотеля про матерію і рух залишаються в книзі, Кабан робить спробу атомістичного пояснення перипатетичних форм руху. Він відкинув приховані властивості і представив архітектонікус спірітус як причину всього. Його атомізм не був матеріалістичним.

## Праці
- 1661 — Пряшівський ліцей драматичний (Lyceum Eperiense dramaticum), навчальний матеріал у формі п'єс.
- 1662 — Давид, театралізована біблійна історія
- 1665 — Víťazoslávna zástava obetovaná každročne víťaznej prešovskej Minerve (Labarum Triumphale victrici Palladi Gragariae solenne), súbor šiestich divadelných hier. (Збірник зі шести п'єс на честь Мінерви-переможиці).
- 1667 — Існування атомів (Existentia atomorum)